# Kometsubu Jima
Kometsubu Jima  (von japanisch こめつぶじま Kometsubu-shima, deutsch ‚Reiskucheninsel‘) ist eine kleine Insel vor der Prinz-Harald-Küste des ostantarktischen Königin-Maud-Lands. Sie liegt 12 km westsüdwestlich des Kap Koyubi im Gebiet der Langhovde.
Japanische Wissenschaftler benannten sie 2008 deskriptiv nach ihrer Form.